# Marion Post Wolcott
Marion Post, conocida como Marion Post Wolcott (Montclair, Nueva Jersey, 7 de junio de 1910- Santa Bárbara, California, 24 de noviembre de 1990) fue una fotógrafa estadounidense que trabajó para la Administración de Seguridad Agraria y documentó durante la Gran Depresión estadounidense situaciones de pobreza y necesidad.

## Biografía
Marion Post ingresó en un internado siendo una niña tras la separación de sus padres. Tuvo una relación más estrecha con su madre, en cuya casa de Greenwich Village (Nueva York) se alojaba cuando no estaba en el colegio. En esa ciudad conoció a muchas personas relacionadas con el mundo de las artes y la música, y se interesó por la danza. 
Realizó sus estudios universitarios en The New School y posteriormente consiguió trabajo como maestra. Se trasladó a una pequeña ciudad de Massachusetts a impartir clases y allí conoció la pobreza social causada por la depresión económica. Cuando cerró la escuela, se trasladó a Europa, para estudiar en la Universidad de Viena con su hermana Helen, alumna de la fotógrafa Trude Fleischmann. Marion Post le enseñó alguna de sus fotos y Fleischmann le animó a dedicarse a la fotografía.

## Trayectoria
Durante su estancia en Viena, las hermanas Post vivieron de cerca el auge del nazismo y los ataques contra la población judía. Temerosas de su seguridad, regresaron a los Estados Unidos. 
Marion Post volvió a dar clase, continuó haciendo fotografías y se involucró en los movimientos sociales y políticos antinazis.
Asistió a varios talleres en la Photo League de Nueva York donde conoció a los fotógrafos Ralph Steiner y a Paul Strand, quienes la animaron en su vocación fotográfica.
En 1936 trabajó como fotógrafa independiente para Life, Fortune y otras revistas, hasta que en 1937 se incorporó como fotógrafa en la plantilla del Philadelphia Evening Bulletin, el periódico más leído en Filadelfia y uno de los más importantes de los Estados Unidos en aquellos años. Sobre todo le pedían que escribiese historias de mujeres. 
Ralph Steiner mostró una selección de su trabajo a Roy Stryker, jefe de la Farm Security Administration (FSA), a quien Paul Strand envió también una carta de recomendación para Post. Stryker quedó muy impresionado con su trabajo y la contrató inmediatamente. Las fotos de Post para la FSA reflejan, a menudo, situaciones de pobreza y necesidad, aunque no carecen de humor.
En 1941 conoció a Lee Wolcott, un hombre viudo y con dos hijos, con quien se casó pocos meses después. Marion Post Wolcott continuó trabajando para la FSA, pero dimitió poco después, en 1942, por las dificultades para conciliar su trabajo fotográfico con la crianza de los niños y los frecuentes viajes y estancias en el extranjero. Aunque siguió realizando fotos periódicamente en los países que visitaba y dando clases en Irán, Pakistán, Egipto y Nuevo México.

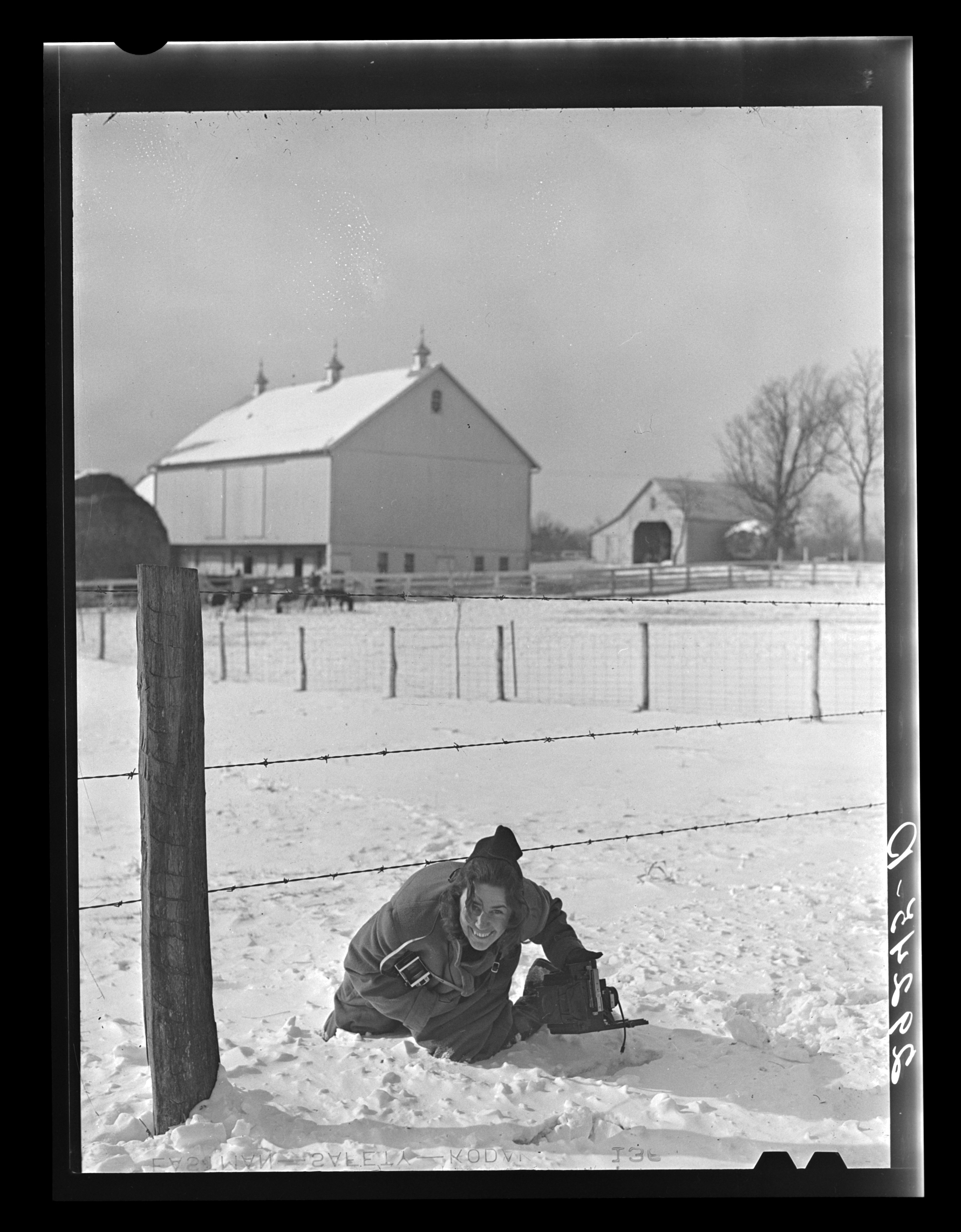
Marion Post Wolcott (con unas cámaras Rolleiflex y Speed Graphic en las manos) en Montgomery County, Maryland. Fotografía de Arthur Rothstein.

Años después, en 1968 volvió a la fotografía, centrándose en el formato en color de su época en la década de1940.
El Museo de Arte Moderno incluyó fotografías de Wolcott en varias exposiciones colectivas e individuales en 1962.
En los círculos académicos de la década de 1970 se avivó el interés por la obra fotográfica de Post Wolcott, lo que animó a la propia autora a recuperar su carrera. En 1978 organizó en California su primera exposición individual. En los años 80, importantes instituciones como la Smithsoniana o el Museo Metropolitano de Nueva York compraron sus fotos para incorporarlas a sus colecciones. La primera monografía sobre Marion Post Wolcott se publicó en 1983.
Marion Post Wolcott fue una gran defensora de los derechos de las mujeres. En una conferencia de 1986 afirmó:

Las mujeres han recorrido un largo camino, pero no es suficiente. [...] Hablad con vuestras fotografías desde el corazón y el alma. (Women in Photography Conference, Syracuse, Nueva York).

La obra fotográfica de Marion Post Wolcott se conserva en Tucson, en el archivo del Centro para la Fotografía Creativa (CCP), perteneciente a la Universidad de Arizona.

## Premios y reconocimientos
- Premio Dorothea Lange.[3]
- Premio Lifetime Achievement Award de la Sociedad de Educación Fotográfica de 1991.[3]

## Galería fotográfica

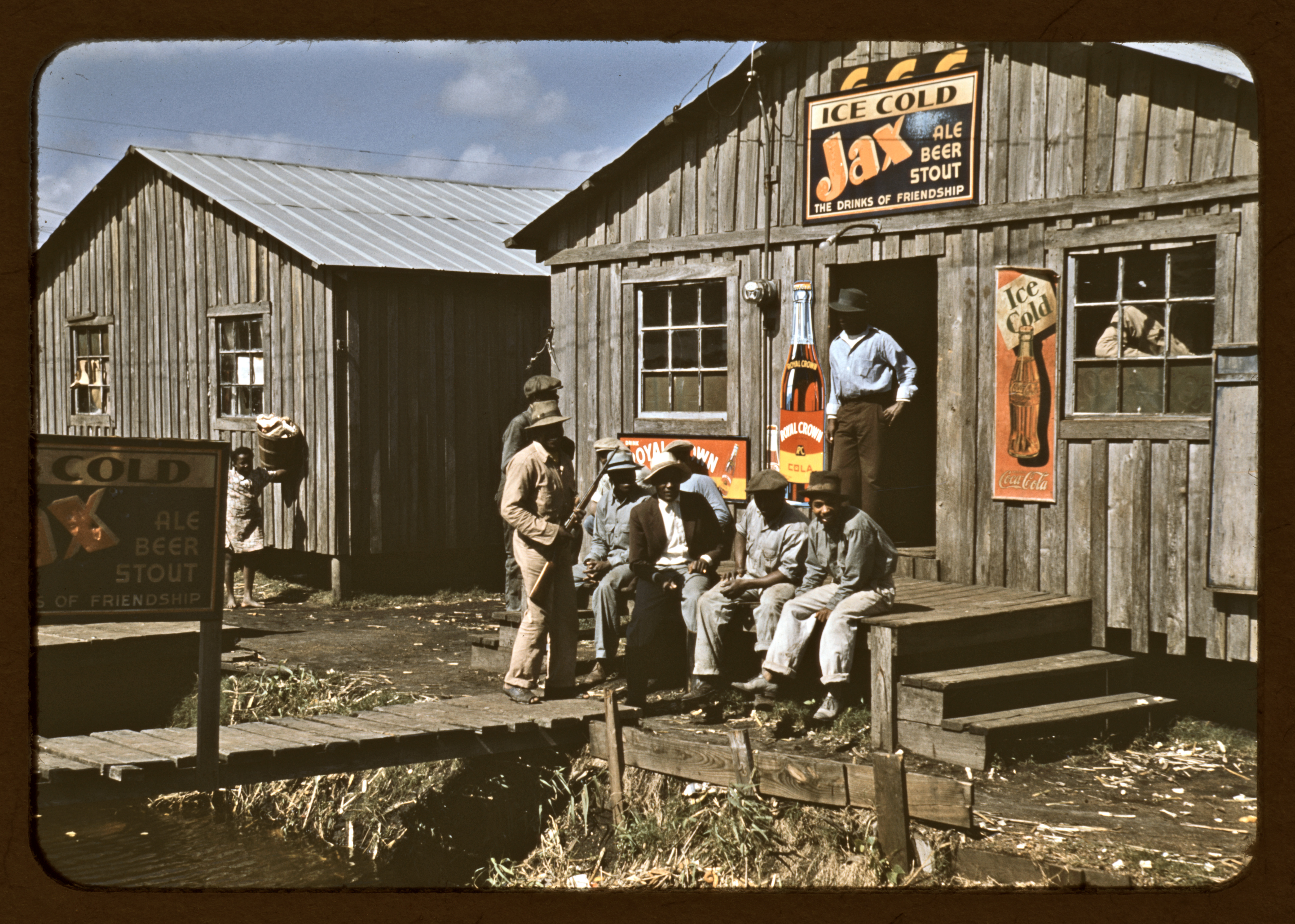
Cantina localizada en Belle Glade, Florida. Fotografiado por Marion Post Wolcott en 1944.
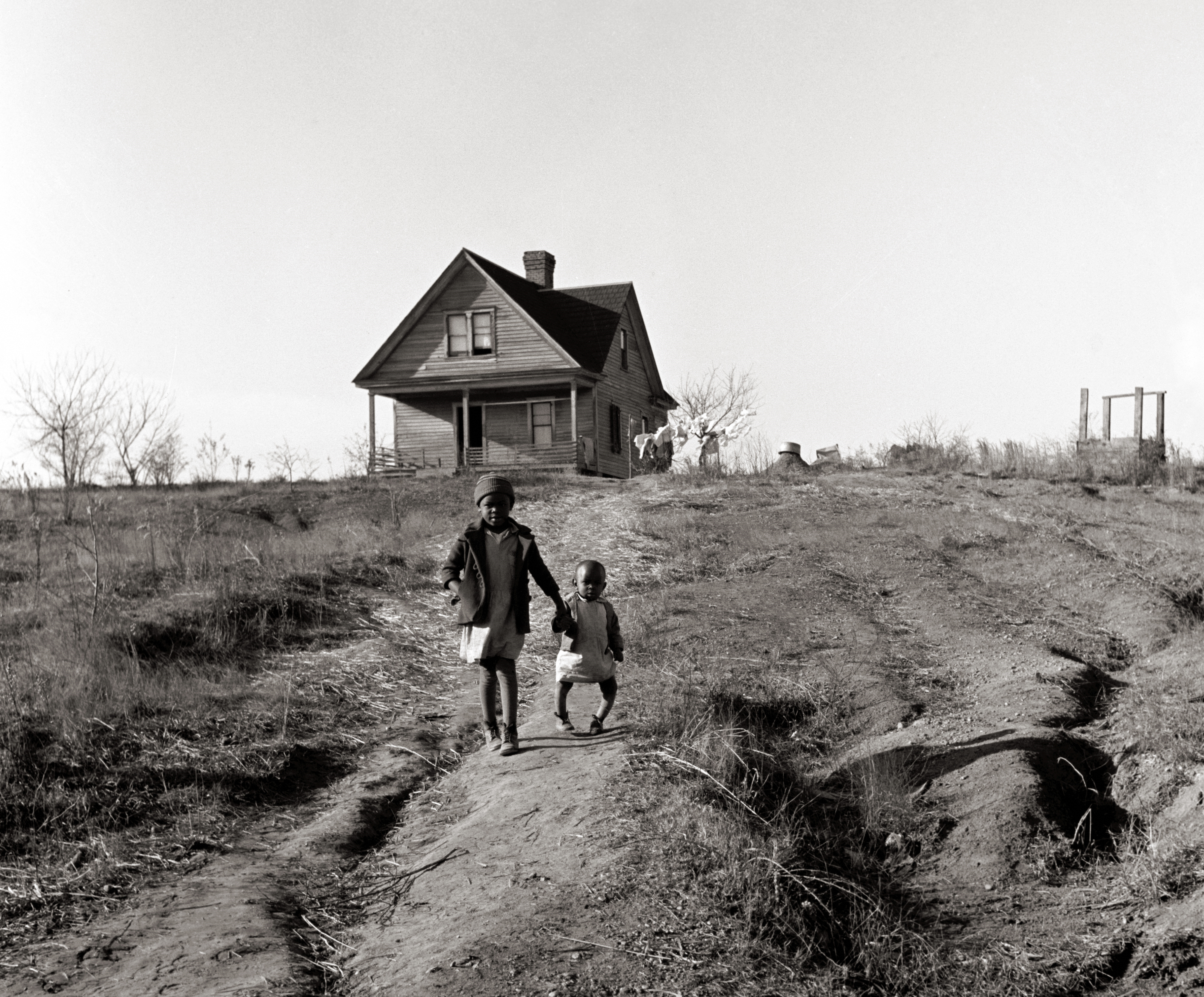
Niños afroamericanos de Wadesboro, Carolina del Norte. Fotografiado por Marion Post Wolcott en 1938.
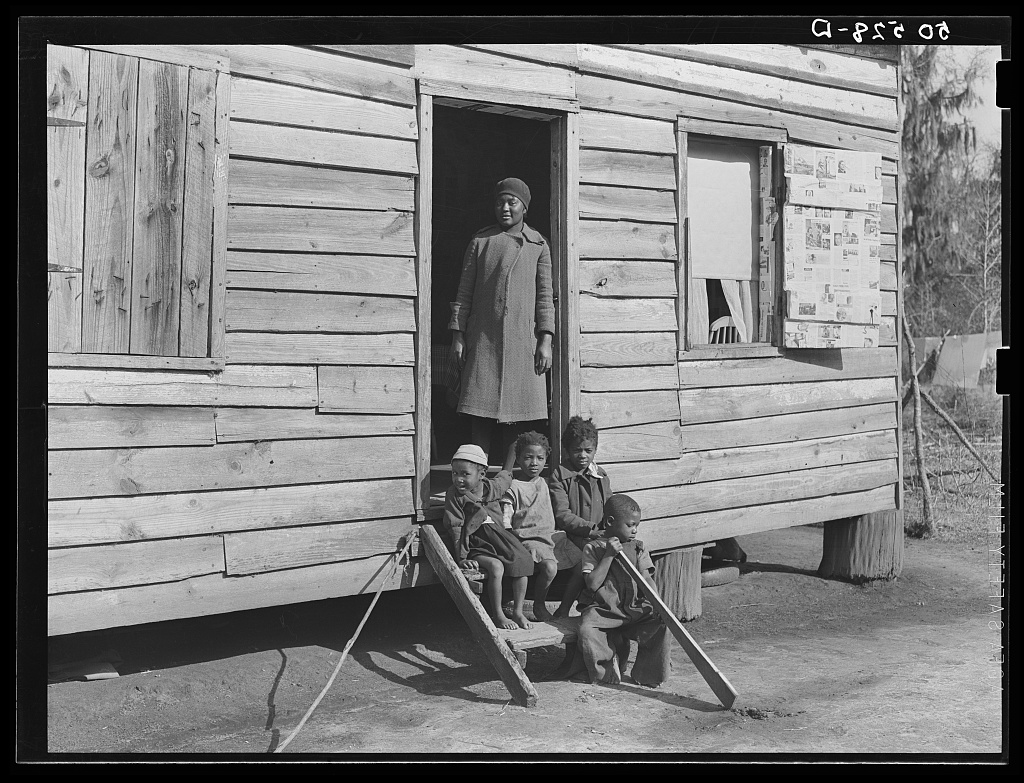
Negro Home cerca de Charleston, South Carolina, 1938
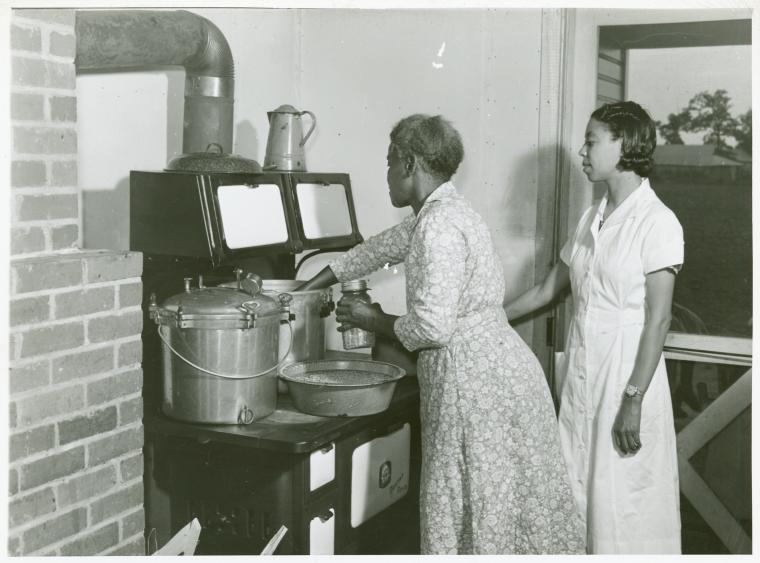
Ada Turner y Evelyn M. Driver Home Management, 1939